# جورج مارتین (نظامی)
جورج مارتین (انگلیسی: George Martin؛ ۱۷۶۴ – ۲۸ ژوئیه ۱۸۴۷) افسر نیروی دریایی سلطنتی بود که در طول جنگ استقلال آمریکا و جنگ‌های انقلاب فرانسه و جنگ‌های ناپلئونی خدمت کرد. در طول دوران طولانی خدمت دریایی خود، در چندین نبرد مهم شرکت کرد و به خاطر آنها افتخارات و ترفیعات زیادی دریافت کرد. او فرماندهی کشتی‌ها را در کیپ سنت وینسنت و کیپ فینیستر بر عهده داشت.
جورج مارتین در یک سلسله مهم دریایی متولد شد که با خانواده رولی نسبت داشت و از طرف مادری نوه دریاسالار ناوگان سر ویلیام رولی و از طرف پدری نوه بزرگ دریاسالار سر ویلیام مارتین بود. او اوایل دوران کاری خود را در کشتی‌هایی که عمویش، کاپیتان و بعدها معاون دریاسالار، جاشوا رولی، فرماندهی می‌کرد، گذراند. او در هند غربی شاهد عملیات بود و تا پایان جنگ با آمریکا به فرماندهی کشتی خود ارتقا یافت. سال‌های صلح او را موقتاً بیکار گذاشت، اما وقوع جنگ با فرانسه انقلابی در سال ۱۷۹۳ فرصتی را برای تحت تأثیر قرار دادن مافوق‌هایش فراهم کرد.
او با دریافت فرماندهی چندین کشتی، به همراه جرویس در دماغه سنت وینسنت جنگید و پس از آن در عملیاتی شرکت کرد که منجر به تصرف یک ناوچه اسپانیایی و نابودی ناوچه دیگر شد. سپس در مدیترانه، ابتدا در محاصره مالت و سپس در سواحل مصر، خدمت کرد و سپس در دوران صلح موقت به ساحل رفت. با از سرگیری خصومت‌ها، او به خدمت بازگشت و در سال ۱۸۰۵ در نبرد جنجالی دماغه فینیستر تحت فرماندهی رابرت کالدر شرکت کرد. اندکی پس از آن به دریاسالاری ارتقا یافت و در دادگاه نظامی کالدر شهادت داد و پس از مدت کوتاهی حضور در ساحل، به دریا بازگشت. او در محاصره کادیز و عملیات در حمایت از نیروهای ایتالیا شرکت کرد و سپس در اواخر جنگ‌ها به ساحل رفت. او ترفیعات و افتخارات مختلفی دریافت کرد، چندین سال فرماندهی پورتسموث را بر عهده داشت و به تعدادی از نشان‌های شوالیه‌گری منصوب شد.  مارتین در اواخر عمرش دریاسالار و سپس معاون دریاسالار بریتانیا شد و در سال ۱۸۴۷ در بالاترین رتبه شغلی خود درگذشت.